# Tupolev TB-6
Le Tupolev TB-6 ou Tupolev ANT-26 (en russe Туполев ТБ-6/АНТ-26) est un projet de bombardier soviétique. Cet avion n'a existé que sous la forme d'un modèle réduit fonctionnel, ainsi que d'un prototype inachevé.

## Développement
En 1931, tout en travaillant au développement des Tupolev ANT-16 (en) et ANT-20 / PS-124, Tupolev commence à travailler sur un bombardier encore plus gros, propulsé par 12 moteurs et d'une masse au décollage de 70 000 kg (150 000 lb). La conception ANT-26 résultante devait avoir 12 moteurs Mikulin M-34FRN, huit sur le bord d'attaque de l'aile et quatre en deux paires en tandem au-dessus des ailes. L' empennage de queue aurait eu trois stabilisateurs verticaux sur l'empennage, le stabilisateur vertical central plus haut que les autres. Une conception alternative du TB-6 comportait six moteurs Mikulin M-44 et un seul gouvernail.
Compte tenu de la taille du TB-6, Tupolev décide de construire un avion à petite échelle pour tester le comportement en vol du TB-6. Le modèle réduit vole en 1935, piloté par B.N. Koodrin. Cependant, au milieu des années 1930, la tendance de l'aviation militaire s'est déplacée vers des avions plus petits et plus rapides et le TB-6 est annulé. Au moment de l'abandon du projet, la cellule du premier prototype est achevée à 75% et l'avion complet à 16%,.

### ANT-28
Tupolev envisage également une version à grande échelle du Tupolev ANT-20 avec les mêmes dimensions que l'ANT-26 sous la désignation interne ANT-28. Sa conception en fait un avion de ligne et avion cargo avec une charge utile maximale de 15 000 kg et une autonomie de 1 500 km, et la disposition des moteurs est la même que pour le TB-6. L'ANT-28 n'a jamais dépassé la planche à dessin.